# Bruce James Hargreaves
Bruce James Hargreaves (1942 ) es un botánico británico-lesotense, es el curador principal de historia natural, Museo Nacional, Botsuana.

## Algunas publicaciones
- 2007. An Organoleptic and Microbiological Evaluation of Enriched Sorghum Meal. Botswana Notes & Records J. of the Botswana Soc. 24 : 87-121

- 2007. An Update on the Use of Remotely Sensed Data for Range Monitoring in South-East Botswana - 1984 - 1994. Botswana Notes & Records J. of the Botswana Soc. 27 : 257-270

- 2000. The Most Widespread Succulent. Newsletter of the Bakersfield Cactus & Succulent Soc. 3 (8 )

- 1992. Medicinal plants and traditional alcoholic drinks. Trans. of the Royal Soc. of Tropical Medicine and Hygiene 86 ( 1): 110

### Libros
- 1990. The succulents of Botswana, an annotated check list. Ed. National Museum, Monuments, & Art Gallery, Gaborone, Botswana. 20 pp. ISBN 99912-1-028-8

- 1987. Succulent spurges of Malaŵi. Ed. Abu Chilembwe Press, Biology Dept., National University of Lesotho. Roma, Lesoto. 89 pp.

- 1985. A check-list of plants in Lesotho herbaria. Nº 1 de Publication (National University of Lesotho. Biology Dept.) Con Mamotena Kali. Editor Herbarium & Botanic Garden of the Biology Dept. 149 pp.

- La abreviatura «Hargr.» se emplea para indicar a Bruce James Hargreaves como autoridad en la descripción y clasificación científica de los vegetales.[1]